# Neil Marshall
Neil Marshall (nascut el 25 de maig de 1970) és un director, editor, productor i guionista de cinema i televisió anglès. Va dirigir les pel·lícules de terror Dog Soldiers (2002) i  The Descent  (2005), la pel·lícula d'acció de ciència-ficció Doomsday (2008), la pel·lícula de guerra històrica Centurion (2010), la pel·lícula d'acció de superherois Hellboy (2019) i la pel·lícula de terror d'aventures The Reckoning (2020).
Marshall també ha dirigit nombroses sèries de televisió, incloent dos episodis de la sèrie de drama fantàstic de HBO Game of Thrones: "Blackwater" i "The Watchers on the Wall", l'últim dels quals li va valer una nominació al Premi Primetime Emmy a la millor direcció d'una sèrie dramàtica.

## Primers anys
Marshall va néixer a Newcastle upon Tyne, Anglaterra. Es va inspirar per primera vegada per convertir-se en director de cinema quan va veure A la recerca de l'arca perduda (1981) als onze anys. Va començar a fer pel·lícules casolanes amb pel·lícula de Super-8, i el 1989 va assistir a l'escola de cinema a la Newcastle Polytechnic. Durant els vuit anys següents, va treballar com a editor de cinema independent.

## Carrera
El 1995, va ser contractat per coescriure i muntar per a la primera pel·lícula del director Bharat Nalluri, Killing Time. Marshall va continuar escrivint i desenvolupant els seus propis projectes, dirigint la seva primera pel·lícula el 2002, Dog Soldiers, una pel·lícula de terror que es va convertir en una pel·lícula de culte al Regne Unit i al Regne Unit. Estats Units. El 2005, va seguir amb una segona pel·lícula de terror, The Descent. Amb la direcció de The Descent, va ser identificat com a membre del Splat Pack. Marshall va guanyar el Premi British Independent Film al millor director, i la pel·lícula va rebre el Premi Saturn a la millor pel·lícula de terror.
La seva següent pel·lícula, Doomsday, és una pel·lícula d'acció de ciència-ficció de 2008 que va escriure i dirigir. La pel·lícula té lloc en el futur a Escòcia, que ha estat posada en quarantena a causa d'un virus mortal. Quan el virus es troba a Londres, els líders polítics envien un equip dirigit pel Major Eden Sinclair (Rhona Mitra) a Escòcia per trobar una possible cura. L'equip de Sinclair es troba amb dos tipus de supervivents: els merodedors i els cavallers medievals.
Doomsday va ser concebuda per Marshall a partir de la idea de soldats futuristes enfrontats a cavallers medievals. En produir la pel·lícula, es va inspirar en diverses pel·lícules, com ara "Mad Max", "Escape from New York" i "28 Days Later". Marshall tenia un pressupost tres vegades més gran que les seves dues pel·lícules anteriors. El director va filmar Doomsday a gran escala a Escòcia i Sud-àfrica. La pel·lícula es va estrenar el 14 de març de 2008 als Estats Units i el Canadà i al Regne Unit el 9 de maig de 2008. "Doomsday" no va tenir un bon rendiment a la taquilla, i la crítica va donar crítiques mixtes. Rotten Tomatoes  va informar que el 49% dels crítics van donar comentaris positius a la pel·lícula, basant-se en una mostra de 69, amb una mitjana de 5,1/10. A Metacritic, que assigna una normalitzada sobre 100 a les crítiques dels principals crítics, la pel·lícula ha rebut una puntuació mitjana de 51, basada en 14 crítiques.
Marshall va escriure i dirigir la pel·lícula de guerra històrica del 2010 "Centurion", protagonitzada per Michael Fassbender i Dominic West. També va escriure i dirigir un segment, titulat "Bad Seed", de l'antologia de la pel·lícula de terror Tales of Halloween, que es va estrenar el 24 de juliol de 2015 al FanTasia.
Marshall va dirigir episodis de múltiples sèries de televisió, com ara Black Sails, Constantine, Hannibal , Westworld, Timeless i Lost in Space, els dos últims dels quals també va ser productor executiu. Va ser nominat al Premi Primetime Emmy a la millor direcció d'una sèrie dramàtica pel seu treball a l'episodi de "Game of Thrones" "The Watchers on the Wall". El febrer de 2015, Marshall i el seu agent Marc Helwig van fundar la productora de televisió Applebox Entertainment. i amb aquesta empresa va signar un contracte de dos anys amb Legendary TV.
Marshall Marshall va dirigir la pel·lícula d'acció Hellboy, un reinici de la franquícia Hellboy el 2019. Després va escriure i dirigir la pel·lícula de terror The Reckoning, que s'estrenarà el 2020.
Amb l'actriu Charlotte Kirk, va crear una productora, Scarlett Productions.

## Filmografia

### Pel·lícules
| Any  | Títol              | Director | Guionista | Editor | Notes                    |
| ---- | ------------------ | -------- | --------- | ------ | ------------------------ |
| 1998 | Killing Time       | No       | Sí        | Sí     |                          |
| 2002 | Dog Soldiers       | Sí       | Sí        | Sí     |                          |
| 2005 | The Descent        | Sí       | Sí        | No     |                          |
| 2008 | Doomsday           | Sí       | Sí        | Sí     |                          |
| 2010 | Centurion          | Sí       | Sí        | No     |                          |
| 2015 | Tales of Halloween | Sí       | Sí        | No     | Segment: "Bad Seed"      |
| 2019 | Hellboy            | Sí       | No        | No     |                          |
| 2020 | The Reckoning      | Sí       | Sí        | No     | també productor executiu |

Només productor executiu
- The Descent Part 2 (2009)
- Soulmate (2013)
- Dark Signal (2016)

### Televisió
| Any          | Títol                   | Director | Productor executiu | Notes                                                     |
| ------------ | ----------------------- | -------- | ------------------ | --------------------------------------------------------- |
| 2012, 2014   | Game of Thrones         | Sí       | No                 | Episodis "Blackwater" and "The Watchers on the Wall"      |
| 2014         | Black Sails             | Sí       | No                 | Episodis "I." i "III."                                    |
| 2014         | Constantine             | Sí       | No                 | Episodis "Non Est Asylum" i "Rage of Caliban"             |
| 2015         | Hannibal                | Sí       | No                 | Episodi "The Great Red Dragon"                            |
| 2016         | Poor Richard's Almanack | Sí       | Sí                 | Episodi "Pilot"                                           |
| 2016         | Timeless                | Sí       | Sí                 | Episodis "Pilot" i "The Assassination of Abraham Lincoln" |
| 2016         | Westworld               | Sí       | No                 | Episodi "The Stray"                                       |
| 2018–present | Lost in Space           | Sí       | Sí                 | Episodis "Impact" i "Diamonds in the Sky"                 |

Guionista
- Dog Soldiers: Legacy (2011) (episodi pilot)

## Premis i nominacions
| Any  | Associacions                    | Categoria                             | Obra            | Resultat  |
| ---- | ------------------------------- | ------------------------------------- | --------------- | --------- |
| 2006 | Premis British Independent Film | Millor director                       | The Descent     | Guanyador |
| 2006 | Premis Saturn                   | Millor pel·lícula de terror           | The Descent     | Guanyador |
| 2013 | Premis Hugo                     | Millor presentació dramàtica          | Game of Thrones | Guanyador |
| 2014 | Premis Primetime Emmy           | Millor direcció d'una sèrie dramàtica | Game of Thrones | Nominat   |
| 2020 | Premi Golden Raspberry          | Pitjor director                       | Hellboy         | Nominat   |